# Nascus
Nascus là một chi bướm ngày thuộc họ Bướm nâu.